# Рудко, Мария Степановна
Мария Степановна Рудко (10 января 1922, Рубеж, Полесское воеводство — 2010, Клецкий район, Минская область) — доярка племзавода «Красная Звезда», Герой Социалистического Труда (1966).

## Биография
Родилась в 1922 году в крестьянской семье в деревне Рубеж. После начала Великой Отечественной войны эвакуировалась на Волгу. Участвовала в обороне Сталинграда, потом — в его восстановлении. В 1944 году возвратилась в Белоруссию. В 1949—1955 гг. — рабочая Клецкого консервного завода, в 1955—1987 гг. — доярка на ферме «Центр» госплемзавода «Красная Звезда» Клецкого района.
Неоднократно участвовала во Всесоюзной выставке ВДНХ в Москве (1962, 1964, 1967).
Одной из первых в Клецком районе преодолела рубеж в пять тысяч килограмм молока. Указом Президиума Верховного Совета СССР от 22 марта 1966 года за высокие надои была удостоена звания Героя Социалистического Труда с вручением ордена Ленина и золотой медали «Серп и Молот».
Депутат Верховного Совета БССР в 1963—1967 гг.

## Награды
- Орден Ленина и золотая медаль «Серп и молот» (1966),
- Почётные грамоты Верховного Совета БССР и Министерства сельского хозяйства (обе — 1974),
- Золотые медали ВДНХ (1963, 1965, 1974),
- Почётная грамота ВЦСПС.